# Brondzin
Brondzin – część wsi Wola Chomejowa w Polsce, położona w województwie lubelskim, w powiecie radzyńskim, w gminie Borki.
W latach 1975–1998 Brondzin administracyjnie należał do ówczesnego województwa lubelskiego.